# Anastasio Somoza Portocarrero
Pour les autres membres de la famille, voir Somoza.
Pour les articles homonymes, voir Portocarrero.
Anastasio Somoza Portocarrero, né le 1er février 1951, est un colonel et homme d'affaires nicaraguayen. Il est le fils d'Anastasio Somoza Debayle, président et homme fort du Nicaragua de 1967 à 1972 et de 1974 jusqu'à la révolution sandiniste de 1979.

## Biographie

### Jeunesse
Né à Miami en Floride,, Anastasio Somoza Portocarrero est un membre de la famille Somoza. Il est le fils du président Anastasio Somoza Debayle et de Hope Portocarrero, ainsi que le petit-fils du président Anastasio Somoza García et neveu du président Luis Somoza Debayle. Dès 1978, il est nommé l'apprenti dictateur et contrôle les affaires familiales dont l'empire est alors estimé à une valeur d'un milliard de dollars. Connu sous le nom de El Chigüín (L'enfant gâté), Somoza Portocarrero devait être l'héritier de la dictature familiale au pouvoir depuis de 1937 et renversée par les sandinistes en 1979.
Éduqué aux États-Unis, il fréquente la Kent School (en) de Kent au Connecticut, l'université Harvard, ainsi que l'Académie royale militaire de Sandhurst en Angleterre. Sa sœur, Caroline, est mariée à James Minskoff Sterling, fils du promoteur immobilier Henry H. Minskoff (en).

### Carrière
Devenu colonel de l'Armée nicaraguayenne qui est contrôlée par sa famille,, il joue un rôle actif durant l'insurrection sandiniste et l'unité de la Garde nationale sous son commandement est accusée de violations des droits de l'homme pendant les derniers jours de la guerre civile. Comme plusieurs combattant durant cette période, il est inclus contre son gré dans la procédure d'amnistie demandée par le FSLM et initiée par la présidente Violeta Chamorro en 1990.
Au début des années 1980, le nouveau gouvernement sandiniste accuse formellement Somoza Portocarrero d'être le commanditaire de l'assassinat du journaliste d'opposition Pedro Joaquín Chamorro Cardenal en 1978. En juin 1981, un tribunal le reconnaît coupable avec huit autres personnes, mais ne va pas jusqu'à l'accuser par contumace. En 1980, les Sandinistes reviennent à la charge et font arrêter Somoza Portocarrero en raison de charges l'accusant d'avoir procédé au détournement de 4 millions de dollars de fonds gouvernementaux par l'entremise d'entreprises bidons alors que son père exerce encore le pouvoir. Par la suite, il vit à Miami et ne sera pas inquiété par des procédures d'extradition, car le département d'État des États-Unis considérait que ces accusations avaient des considérations politiques.
Alors que de fausses informations laissent planer le retour de Somoza Portocarrero au Nicaragua en 2000 après vingt ans d'exil provoque une vive émotion dans la population, l'ancien président Daniel Ortega suggère qu'il « pourra entrer à Managua, mais doute qu'il puisse en sortir, car il ferait face à des coups de feu ». Le président alors en fonction, Arnoldo Alemán du PLC, souhaite « rejeter la visite de Somoza Portocarrero, parce que l'opinion publique le considère comme l'un des principaux responsables de la destructions, des souffrances, des violations et de l'effusion de sang qu'on dramatiquement enduré les Nicaraguyens au cours de leur histoire »,.